# Pseudo-Dionysius
Pseudo-Dionysius var en kristen mystiker, filosof og teolog, der er kendt for sine skrifter om teologi og mystik, og som menes at have levet i det femte til det sjette århundrede e.Kr. Dog er der stadig usikkerhed omkring hans identitet og præcise levetid, da han skrev under pseudonym og ikke efterlod mange personlige oplysninger.
Pseudo-Dionysius skrev en række vigtige værker om teologi og åndelig praksis, som er kendt som Corpus Areopagiticum eller Corpus Dionysiacum. Værkerne havde stor indflydelse på kristen mystik og teologi gennem middelalderen og fortsætter med at være genstand for interesse og studie i dag.

## Filosofi
Pseudo-Dionysius' filosofi var præget af kristen mystik og neoplatonisme. Han betonede Guds transcendens, idet han hævdede, at menneskelig forståelse og sprog ikke kunne fuldt ud beskrive eller forstå Gud. Han mente, at sand erkendelse af Gud kun kunne opnås gennem direkte oplevelse eller mystisk forening med Gud, snarere end gennem intellektuel spekulation.
Dionysius fremhævede også ideen om hierarki inden for den guddommelige orden og den åndelige verden. Han beskrev forskellige niveauer af væsener, fra jordiske til himmelske væsener, og hævdede, at de alle deltog i Guds guddommelige plan.
Pseudo-Dionysius' filosofi er også præget af en syntese af kristen tro og neoplatonisk filosofi. Han betragtede Gud som den ultimative enhed, der overstiger enhver kategorisering eller forståelse, og hævdede, at Gud kunne nås gennem åndelig praksis og mystisk forening.
Et vigtigt element i hans filosofi er hans betoning af negativ teologi, også kendt som apofatisk teologi. Dette er ideen om, at vi kun kan tale om Gud ved at nægte og fjerne alle begrænsede og begrænsende beskrivelser. Ifølge denne tilgang kan vi kun beskrive, hvad Gud ikke er, snarere end hvad Gud er. Dette afspejler hans tro på Guds transcendentale karakter, som overskrider alle menneskelige koncepter og begrænsninger.
Desuden understregede Pseudo-Dionysius vigtigheden af åndelig praksis, såsom bøn, meditation og kontemplation, som vejen til åndelig oplysning og forening med Gud. Han mente, at åndelig udvikling krævede en gradvis opstigning gennem de åndelige hierarkier, der fører sjælen til Gud.